# Seglora kyrka
För den nuvarande kyrkan i Västergötland, se Seglora kyrka, Västergötland.
Seglora kyrka är en kyrkobyggnad i trä belägen på Skansen i Stockholm. Den restes 1729 i Seglora i Västergötland, men flyttades 1918 till Skansen, efter att en ny sockenkyrka i sten gjort den äldre kyrkan överflödig.

## Kyrkobyggnaden
Kyrkan byggdes 1729–1730 då den ersatte en äldre knuttimrad som revs. På 1780-talet försågs den med kyrktorn och sakristia.

## Kyrkan på Skansen
När Arthur Hazelius skapade Skansen ville han även ha en kyrka. Det diskuterades om man skulle bygga en kopia av en existerande kyrka. År 1916 kom kyrkostämman i Seglora församling överens med Nordiska museet om att sälja träkyrkan och vid midsommartid satte arbetet igång med att flytta byggnaden. Man gjorde bland annat en arkeologisk utgrävning där man hittade rester av en nedbrunnen medeltida kyrka samt en mängd mynt från 1200-talet och senare. Den 26 maj 1918 var flytten, som stod under ledning av Sigurd Wallin, avklarad och kyrkan kunde invigas igen. Den har blivit populär som bröllopskyrka och det första bröllopet ägde rum den 9 juni 1918. Bland kända personer som gift sig där kan nämnas Gunnar Hedlund. I kyrkan arrangeras också gudstjänster och konserter.

## Takmålningar
Takmålningarna med scener ur Jesu liv utfördes av Sven Wernberg 1734–1735 och företer stora likheter med målningarna i Hyssna gamla kyrka. I mittaket finns en öppen himmel med moln och änglar samt med en treenighetssymbol i centrum. Runt takets sidor finns en bred röd bård med bibliska scener som omväxlar med akantusblad. 

## Inventarier
- De flesta av kyrkan äldre inventarier, såsom ljuskronor, dopskål, ett golvur och kyrkkistan, fick följa med vid flyttningen.
- Altartavlan tillkom 1780 och utfördes av "H. Fabriqueren" Åhwall i Borås sedan biskopen tidigare konstaterat "att Altare Taflan war nog gammal och af litet anseende". Samtidigt målades ett draperi bakom altaret.
- Predikstolen är äldre än kyrkan och bemålades 1702 av Anders Falck.
- Läktarbröstningen är samtida med kyrkan. Utformningen av dess bemålning tyder på att den kan vara utförd av Sven Wernberg.

### Orgeln
- På 1930-talet byggde Gustaf Kruse, Råsunda en orgel med 7 stämmor och två manualer. Orgeln var byggd av äldre material.
- Den nuvarande kyrkorgeln kommer dock inte från Seglora utan flyttades till kyrkan 1962. Den kommer från kyrkan i Films kyrka i norra Uppland. Den mekaniska orgeln byggdes av Jonas Ekengren, Stockholm och stod klar 1778/1777. Den användes i kyrkan fram till 1872 när den ersattes av en nyare orgel. Några år användes den i kyrkskolan. 1908 såldes den till Nordiska museet som lät montera upp den igen 1929. År 1959 beslöt museet att flytta orgeln till Seglora kyrka för att ersätta den tidigare orgeln. I december 1962 stod orgeln på plats i kyrkan och det var Bröderna Moberg, Sandviken som renoverade och satte upp orgeln.

| Manual            | Pedal   |
| Gedackt 8’        | Bihängd |
| Vox Candida 8’    |         |
| Principal 4'      |         |
| Dulcianflöjt 4' B |         |
| Salicett 4' D     |         |
| Quinta 3'         |         |
| Oktava 2'         |         |